# Gareth Malone
Gareth Edmund Malone, född 9 november 1975 i London, är en brittisk körledare och programledare, främst känd för sin medverkan i tv-programmet Kören (originaltitel The Choir). I programmet Kören har han i flera säsonger engagerat och lett olika körer bland annat en skolklass. Malone har blivit tilldelad titeln Order of the British Empire för hans arbete inom körer.